# Знаменательные слова
Знамена́тельные слова́ (также самостоятельные слова, полнозначные слова) — лексически самостоятельные части речи, которые характеризуются номинативным значением, то есть называют предметы, признаки, свойства, действия и т. д., и способны функционировать в качестве членов предложения. К знаменательным словам относят имя существительное, глагол, имя прилагательное и наречие, различающиеся между собой по синтаксическим, морфологическим и семантическим свойствам. Традиционно в эту категорию включают имя числительное и местоимение, но в последнее время данные группы слов чаще всего рассматривают как подклассы других частей речи (местоимения-существительные, местоименные прилагательные, местоименные наречия и т. д.). Знаменательные слова противопоставляются лексически несамостоятельным служебным словам: союзам, предлогам, послелогам, частицам, артиклям и другим частям речи, а также междометиям.

## Синтаксические свойства
Для каждой знаменательной части речи характерен определённый набор синтаксических функций. Например, имя существительное выступает в предложении по преимуществу в качестве подлежащего и дополнения. В русском языке имя существительное может быть также сказуемым, но эта функция является для существительного вторичной, что определяется рядом ограничений в её реализации.

## Морфологические свойства
Одной из основных характеристик знаменательных частей речи является наличие у каждой из них системы грамматических категорий. Например, в русском языке имя существительное характеризуется такими категориями, как число, падеж и род, имени прилагательному свойственны степени сравнения, число, падеж и род и т. д. Состав грамматических категорий в знаменательных частях речи для каждого языка индивидуален. Так, имена существительные помимо числа, рода и падежа могут характеризоваться также категориями именного класса, определённости — неопределённости, отчуждаемой — неотчуждаемой принадлежности. Например, в имени существительном болгарского и македонского языков отсутствует категория падежа, но имеется категория определённости — неопределённости, а имена существительные тамильского языка характеризуются именным классом разумности/неразумности.
В каждой знаменательной части речи выделяются лексико-грамматические разряды слов, которые охватывают группу слов с общими семантическими признаками. В имени существительном русского языка это могут быть одушевлённые и неодушевлённые, собирательные, вещественные, отвлечённые и конкретные, а также собственные и нарицательные существительные; в имени прилагательном — качественные и относительные (в том числе притяжательные и порядковые) прилагательные; в глаголе — переходные и непереходные, личные и безличные, а также возвратные глаголы; в наречии — качественные и обстоятельственные наречия. Принадлежность части речи к тому или иному разряду влияет на её способность выражать некоторые из морфологических значений.

## Семантические свойства
Во всех языках мира каждая знаменательная часть речи имеет определённую семантическую характеристику. Например, для имени существительного определяющим семантическим признаком является предметность. И хотя в число существительных, как, например, в русском языке включены слова, обозначающие не только предмет («стол»), но и качество («краснота»), действие («хождение») и т. п., большинство существительных, обозначающих не предметы, являются производными. Большинство же непроизводных существительных обозначают предметы. Поэтому семантическая характеристика предметности в широком смысле распространяется и на существительные, обозначающие качество, действие, состояние и т. д. Например, существительное «краснота» рассматривается как абстрактный предмет. Таким же образом определяется основной семантический признак для других частей речи. Имена прилагательные обозначают качество, глаголы — действие или состояние, наречия — признак действия или качества. На основании семантических признаков классифицируются части речи в разных языках. При различии синтаксических и морфологических признаков, можно говорить, что существительное имеется, например и в русском, и во вьетнамском языках потому, что в них выделяется класс слов, называющих предмет.

## Фонетические свойства
В некоторых языках различия в знаменательных частях речи определяются фонетическим оформлением. Например, в языке йоруба имена существительные начинаются с гласного, а глаголы — с согласного.

## Состав
Состав знаменательных частей речи и объём каждой из них в языках мира различен. Наиболее постоянным является противопоставление имени и глагола. Например, русский и французский языки характеризуются наличием имени существительного, имени прилагательного, глагола и наречия. В китайском языке выделяют имя, предикатив (глагол, прилагательное) и наречие. Во многих языках отсутствует различение наречия и имени прилагательного (например, в языках Северной Америки и Африки.